# Марі Арель
Марі́ Аре́ль, уроджена Марі Кетрін Фонтейн (28 квітня 1761, Крутт (Орн), біля Вімутьє в Нормандії — 9 листопада 1844, Вімутьє, Орн,). Прославилась тим, що разом із абатом Charles-Jean Bonvoust винайшла сир Камамбер. 

## Винайдення Камамберу
10 травня 1785 року в місті Камамбер Марі вийшла заміж за Жака Ареля, працівника з міста Руавіль.
З кінця XVII століття відомий сир вироблявся в провінції Камамбер. У своєму географічному словнику, виданому в 1708-му, Томас Корнель писав: «Vimonstiers: […] щопонеділка збирається великий ринок, на який везуть чудові сири із Лаварот і Камамбера». Однак, згідно з недавньою легендою, що з'явилася на початку XX століття, винахідницею сиру Камамбер називають Марі Арель, яка скористалась із поради священника, абата Шарля-Жана Бонвуста (Charles-Jean Bonvoust), який переховувався в 1796–1797 роках у маєтку Beaumoncel, де вона працювала. Імовірно, він був родом із Брі і передав Марі рецепт приготування сиру з їстівною шкіркою, покритою білою пліснявою, який готували в його рідному краї, Бонвуст приїхав із Pays de Caux. Хоча ця історія не має жодних доказів, вона досі сприймається за правдиву.
Проте Марі Арель дійсно існувала й робила сири камамбер згідно з місцевими звичаями. Її основним внеском було те, що вона започаткувала династію підприємницьких сироварів, які почали виробляти сир камамбер у промислових масштабах. Зокрема її онук Сірілл Пейнел, що народився в 1817 році, який створив сироварню в комуні Ле-Меній-Може в Кальвадосі.
Успіх виробництва камамбера в першій половині XIX століття став колективним досягненням нащадків Марі Арель, які вважають себе єдиними законними власниками торгової назви «Камамбер». Однак на початку 1870 року інші виробники сирів Norman оскаржили цю сімейну монополію.
Статую на честь Марі Арель можна побачити у Вімутьє. Легенда свідчить, що вона померла в Шампозі, але насправді то була її донька, яку також звали Марі (1781—1855).